# Verney Lovett Cameron

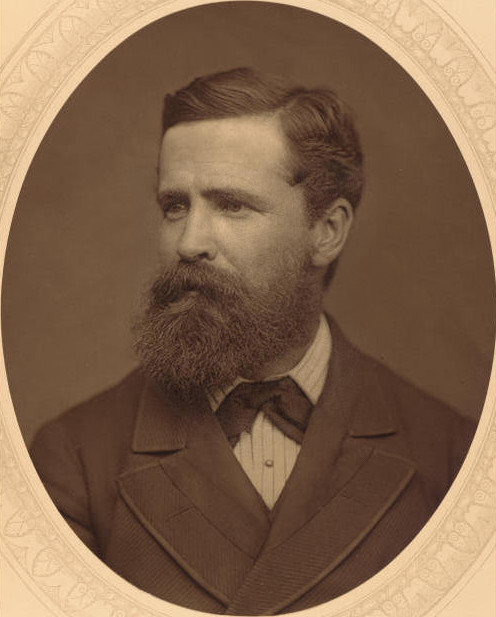
Verney Lovett Cameron im Jahr 1878

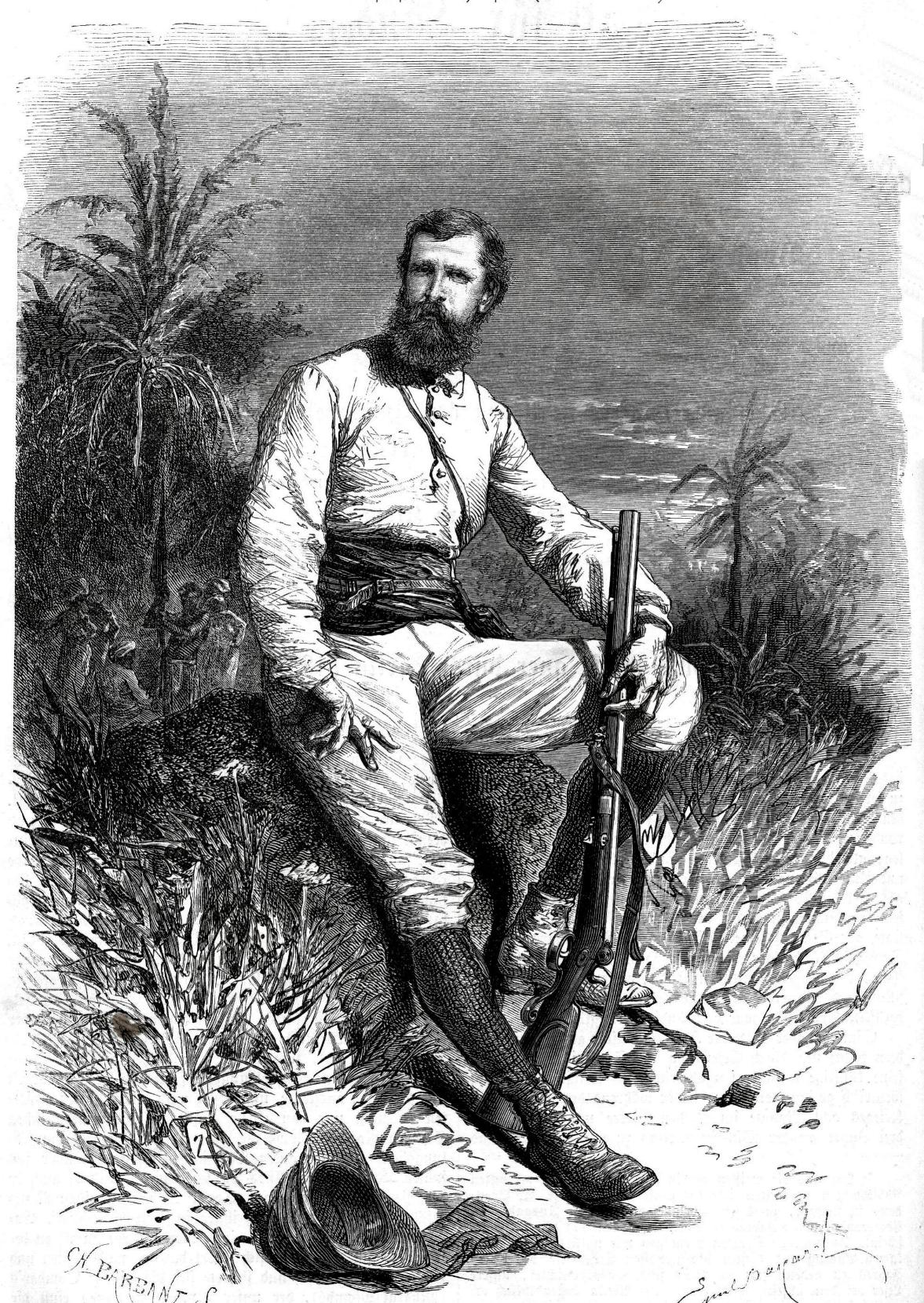
Verney Lovett Cameron
(1844–1894)

Verney Lovett Cameron (* 1. Juli 1844 in Radipole nahe Weymouth (Dorset); † 27. März 1894 in Soulsbury (Leighton-Buzzard)) war ein bedeutender britischer Afrikaforscher. Als erster Europäer durchquerte er Zentralafrika von Ost nach West. Die Wegstrecke dieser Durchquerung betrug etwa 5800 Kilometer.
Der Sohn eines Vikars trat mit 13 Jahren in die britische Marine ein und verschaffte sich durch Reisen im Mittelmeer, nach Westindien und nach dem Roten Meer nicht nur nautische, sondern auch sprachliche Kenntnisse. Mit 13 Jahren wurde Cameron 1857 Kadett, mit 32 Jahren Commander.

## Von Bagamoyo zum Tanganjika-See
1872 wurde Cameron von Sir Henry Bartle Frere zum Führer der Livingstone-Eastcoast-Expedition ernannt, die von der Londoner Royal Geographical Society ausgerüstet wurde und deren Aufgabe es war, dem von Henry Morton Stanley wieder aufgefundenen Reisenden David Livingstone neue Hilfsmittel zuzuführen. In Begleitung eines früheren Seekameraden, des Marinearztes Dr. W. E. Dillon, verließ Cameron am 30. November 1872 England und reiste über Kairo und Suez nach Sansibar. In Aden trafen Cameron und Dillon einen weiteren Reisegefährten, den Artillerieleutnant Cecil Murphy, der ihnen im Februar 1873 nach Sansibar folgte.
Cameron und Dillon trafen bereits im Januar 1873 in Sansibar ein. Nachteilig für die Reisenden war die gleichzeitige Anwesenheit von Sir Bartle Frere: Sowohl Araber als auch Eingeborene, die vom Sklavenhandel profitierten, vermuteten einen Zusammenhang von Bartle Freres Mission zur Unterdrückung der Sklaverei mit der Expedition von Cameron, die mit der Abschaffung der Sklaverei jedoch nichts zu tun hatte. Zahlreiche Widerstände und überhöhte Kosten waren die Folgen; hinzu kam die Anmietung von untauglichen Trägern und unzuverlässigen Askaris.
Nachdem Cameron noch ein Dutzend Esel gekauft hatte, segelte er am 2. Februar 1873 auf zwei gemieteten Dhaus mit allen Begleitern, Tieren und Waren nach der gegenüberliegenden Hafenstadt Bagamoyo an der Ostküste Afrikas. Am 11. Februar kehrte er noch einmal nach Sansibar zurück, um seine Ausrüstung mit Zelten, einem tragbaren Boot und Munition zu vervollständigen. Inzwischen war auch Cecil Murphy aus Aden in Sansibar eingetroffen.
Kurz vor dem Aufbruch in das Innere Ostafrikas bekam Murphy einen Fieberanfall. In dieser Zeit kam ein weiterer Reisegefährte hinzu, Robert Moffat, ein Neffe Livingstones, welcher auf die Nachricht von der Expedition seine Zuckerpflanzung in Natal verkaufte und auf schnellstem Weg nach Sansibar eilte.
Am 28. März 1873, begleitet von etwa 200 Trägern, brach die Expedition von Bagamoyo nach dem Tanganjika-See auf. Um möglichst viele Träger daran zu hindern, mit gestohlenen Waren nach Bagamoyo zurückzukehren, gingen Cameron und Dillon mit dem größten Teil der Expedition bis zum Dorf Rehenneko voraus, während Murphy und Moffat mit dem Rest der Träger nachfolgen sollten. Bald darauf begann die Regenzeit, der die Makata-Ebene in einen kaum passierbaren Sumpf verwandelte. Auch kleine Flüsse konnten nur noch schwimmend überquert werden. Cameron bekam ein Fußleiden, Dillon litt am Fieber.
Am 26. Mai kam der Rest der Expedition in Sicht. Aber nur ein Weißer, Cecil Murphy, befand sich bei ihr; Moffat war unterwegs den Einflüssen des Klimas erlegen. Die Gesamtexpedition bestand nunmehr aus drei Europäern, einem des Lesens und Schreibens kundigen Führer, 35 mit Gewehren bewaffneten Askaris, 192 Trägern, sechs Dienern, Köchen und Flintenträgern und drei Knaben, ferner aus 22 Eseln, drei Hunden und einigen Frauen und Sklaven, welche die Träger und Askaris begleiten mussten.
Anfang August 1873, in der Nähe des Dorfes Kwikurah in der Landschaft Utakamah, erreichte die Expedition ein Gehöft, in welchem früher bereits Stanley und Livingstone logiert hatten. Heftige Fieberanfälle mit zeitweiliger Erblindung zwangen die Reisenden zu einem Genesungsaufenthalt. Am 20. Oktober brachte ein Bote die Nachricht von Livingstones Tod und kündete das Eintreffen von Dienern an, welche mit der Leiche des Verstorbenen nach der Küste unterwegs waren. Einige Tage später traf Livingstones Leiche ein, zusammen mit Kisten, Gewehren und Instrumenten. Eine weitere, offenbar besonders wertvolle Kiste war dagegen in Udschidschi am Tanganjika-See zurückgeblieben.
Der ursprüngliche Zweck der Expedition war damit hinfällig geworden. Dennoch beschloss Cameron, die Reise zum Tanganjika-See fortzusetzen, um die in Udschidschi zurückgelassene Kiste zu bergen. Murphy beschloss, nach der Ostküste zurückzukehren. Eine Darmentzündung veranlasste Dillon, ihn zu begleiten, und am 9. November brachen die beiden mit Livingstones Leiche nach Sansibar auf. Nur wenige Tage später, am 18. November, erschoss sich Dillon im Fieberdelirium.
Auch Cameron war zu dieser Zeit gesundheitlich schwer angeschlagen: Durch Fieber bis fast zum Skelett abgemagert, durch einen Sturz vom Esel am Rücken verletzt und an einer Augenentzündung leidend, setzte er seine Reise nach Westen fort. Begleitet wurde er von etwa 100 Dienern und Trägern. Am 18. Februar 1874 erreichte er Kawele, Hauptort des Gebiets von Udschidschi am Tanganjika-See, wo er von einem freundlich gesinnten arabischen Händler Livingstones Kiste mit Papieren und einer Karte erhielt. Umgehend expedierte er diese Kiste nach England.

## Erkundung des südlichen Tanganjika-Sees

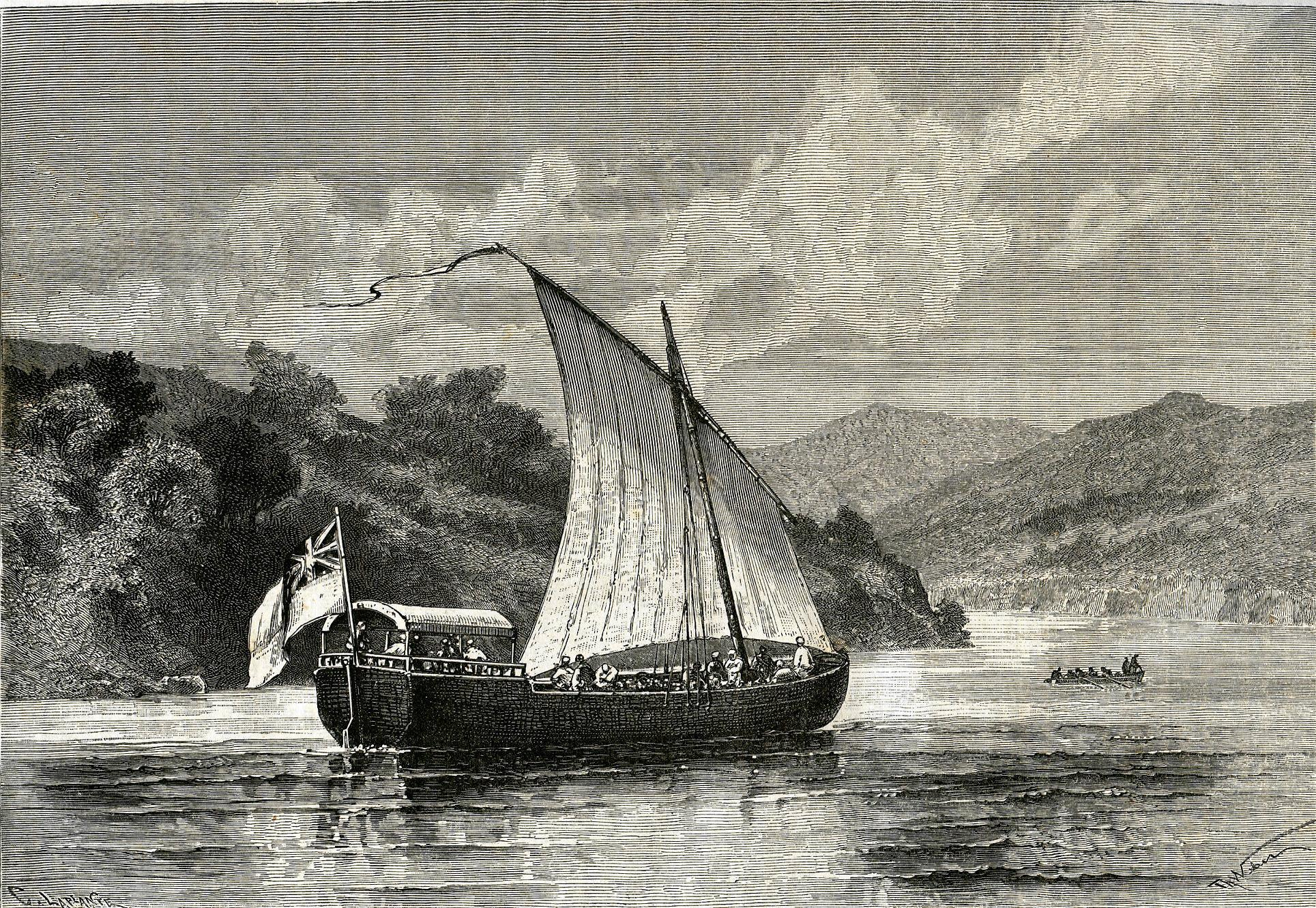
Die „Betsy“ auf dem Tanganjika-See

Am Tanganjika-See begannen seine geographischen Forschungen. Die Höhe des Sees über dem Meeresspiegel wurde ermittelt und die geographische Position von Udschidschi bestimmt. Danach gelang es Cameron ein Boot zu mieten, das er mit einem lateinischen Segel versah. Für die Vorräte lieh er sich ein zweites Boot; letzteres erhielt den Namen „Pickle“, das größere erste, sein „Flaggschiff“, „Betsy“. Mit diesen Booten nahm er vom 13. März bis zum 9. Mai 1874 mit astronomischen Messungen die Südhälfte des Tanganjika-Sees auf, den Burton, Speke und Livingstone nur teilweise hatten erkunden können. Über vier Breitengrade, auf einer Länge von 500 Meilen, fuhr er entlang der Küste und sandte eine detaillierte Karte nach London, wo sie von der Royal Geographical Society nicht nur mit Begeisterung und Anerkennung aufgenommen wurde, sondern auch eine heftige Diskussion über den Ursprung des Nils auslöste. Ursache dieser Diskussion war Camerons Entdeckung, dass sich bei Hochwasser der See in den nach Westen fließenden Lukuga ergoss, was später von Stanley bestätigt worden ist. Damit war der Beweis erbracht, dass der Tanganjika-See nicht, wie von Burton behauptet, zum System des Nils, sondern zu dem des Lualaba gehört, von dem Cameron zu Recht annahm, dass er ein Quellfluss des Kongo sei. In der Hoffnung, über den Lualaba den Kongo zu erreichen und auf diesem bis zum Atlantischen Ozean zu fahren, drang er vom Tanganjika-See in den Lukuga ein, wurde aber nur fünf Meilen stromabwärts durch schwimmende Pflanzenmassen zur Umkehr gezwungen.

## Vom Tanganjika-See nach Benguela

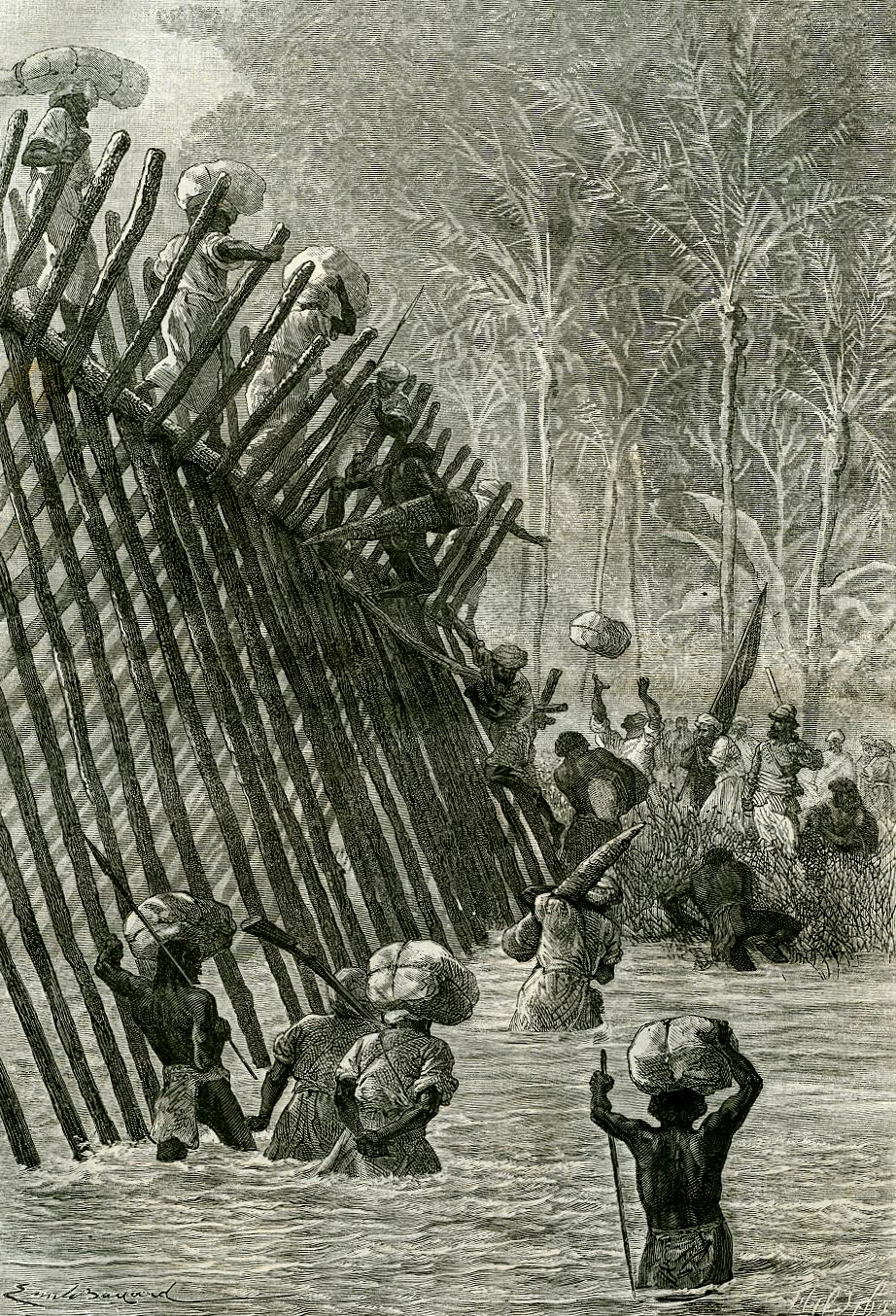
Übergang über den Lowoi

Seine Vermutung, dass der Lualaba in den Kongo fließt, wurde in Udschidschi von arabischen Händlern bestätigt. Cameron überquerte daraufhin Ende Mai 1874 den Tanganjika-See und reiste, vielfach auf den Spuren von Livingstone, nach Nyangwe am Ostufer des Lualaba. Die hier gemessene Meereshöhe von 450 Meter lieferte ihm den endgültigen Beweis, dass der Lualaba nicht zum System des Nils gehört. In Nyangwe begegnete er dem ungekrönten arabischen König Zentralafrikas, dem Sklaven- und Elfenbeinhändler Tippu-Tip. Nachdem er vergeblich versucht hatte, Kanus für die Talfahrt auf dem Lualaba zu beschaffen, schloss er sich Tippu-Tip nach dessen Lager in Kasongo unweit des Flusses Lomami an.
Jenseits des Lomami wurde ihm die Weiterreise nach Westen untersagt. Cameron blieb daher nichts anderes übrig, als entlang dem rechten Ufer des Lomami nach Süden auszuweichen. Im Oktober 1874 traf er in Kilemba ein, Residenz des mächtigen Herrschers Kassongo und Hauptstadt des bis dahin noch unbekannten zentralafrikanischen Reiches Urua, in welchem arabische Händler von der Ostküste mit portugiesischen Händlern von der Westküste verkehrten. Bei einem Abstecher nach Norden entdeckte er im November 1874 den abflusslosen Mohrja-See, auf dem die Bewohner über dem Wasser in strohgedeckten Pfahlbauhütten lebten. Ein weiterer Abstecher führte ihn südöstlich von Kilemba zum großen vom Lualaba durchflossenen Kassali- oder Kikondscha-See. Nur von weitem, von einer Anhöhe aus, konnte er diesen See erkunden; die Ufer des Sees durfte er nicht betreten.
Nachdem er seinen Plan, auf dem Lualaba stromabwärts den Kongo zu erreichen, endgültig aufgegeben hatte, fasste Cameron den Entschluss, ganz Zentralafrika bis zum Atlantischen Ozean zu Fuß zu durchqueren. Sein Ziel war der portugiesische Hafen Benguela. Verhängnisvoll war die Anstellung des Sklavenhändlers José Alviz aus Bihé, der für eine hohe Geldsumme sich bereit erklärte, innerhalb von 68 Tagen die Expedition an die Westküste zu führen. Vier Monate, bis zum Februar 1875, musste Cameron in Kilemba warten, bis Alviz endlich zum Aufbruch bereit war. Eine Rast von weiteren drei Monaten wurde im nahe gelegenen Totela gehalten. Alviz erklärte gleichmütig, für seinen Herrscher Kassongo ein Haus bauen zu müssen. Cameron beschimpfte ihn als größten Lügner, den er je getroffen hätte. Er provozierte damit einen dramatischen Zwischenfall: Während Alviz’ Begleiter, ein Mulatte namens Kwarumba, mehrere Raubzüge und Sklavenjagden veranstaltete, wurde sein Lager in Brand gesteckt. Nur mit Mühe gelang es Cameron, seine Karten, Aufzeichnungen und Tagebücher zu retten.
Ende Mai 1875, nur 10 Tagemärsche weiter, wurde Lunga Mandi’s, die Hauptstadt eines Unterhäuptlings erreicht. Weitere drei untätige Wochen vergingen, bis Alviz fünfzig mit Stricken aneinandergefesselte Frauen von einem anderen Sklavenjäger in Empfang nehmen konnte.
Mit zahlreichen weiteren Aufenthalten, verursacht durch das Einfangen von entlaufenen Sklaven und langwierigen Verhandlungen beim Ankauf von Lebensmitteln, wurden die Länder Ussambi und Ulunda passiert. In Lovale betrat Cameron die Wasserscheide zwischen den nach Norden dem Kongo zuströmenden Flüssen und den nach Süden gerichteten Quellflüssen des Sambesi, ein 1500 m hohes Tafelland, das 1854 bereits von Livingstone überschritten worden war. Cameron war der Ansicht, dass in der Umgebung des kleinen Dilolo-Sees die beiderseitigen Quellflüsse sich so sehr einander nähern würden, dass bei starken Regenfällen eine Bifurkation entsteht.
Die Regenzeit machte der Expedition schwer zu schaffen. Über offenes Prärieland und raue Granitpässe wurde ein unbewohntes ödes Gebirgsland erreicht. In Holzjochen liegende Gerippe von in den Tod getriebenen Sklaven markierten den Weg. Schließlich war die Expedition so erschöpft, dass Cameron gezwungen war, mit den kräftigsten und vertrauenswürdigsten Männern vorauszueilen und Hilfe aus Benguela zu holen. Verzweifelt sandte Cameron kurz vor seinem Ziel zwei Leute mit einem Brief voraus, worin er jede Person, die angetroffen wird, um Nahrungsmittel bat. Halb verhungert, erschöpft und von Skorbut geplagt, stand er am 7. November 1875 mit 57 Begleitern bei Catumbella, nördlich von Benguela, am Ufer des Atlantischen Ozeans. Nur mit Hilfe der portugiesischen Behörden gelang es ihm, Benguela zu erreichen und die zurückgelassenen Träger nachkommen zu lassen.
Seine Begleiter schickte Cameron auf einem Segelschiff nach der Ostküste Afrikas zurück. Er selbst fuhr nach Madeira, um seine zerrüttete Gesundheit wiederherzustellen. Im April 1876 traf er in London ein.

Camerons Reiseweg durch Afrika, dargestellt auf zeitgenössischen Karten in „Petermanns Geographischen Mitteilungen“
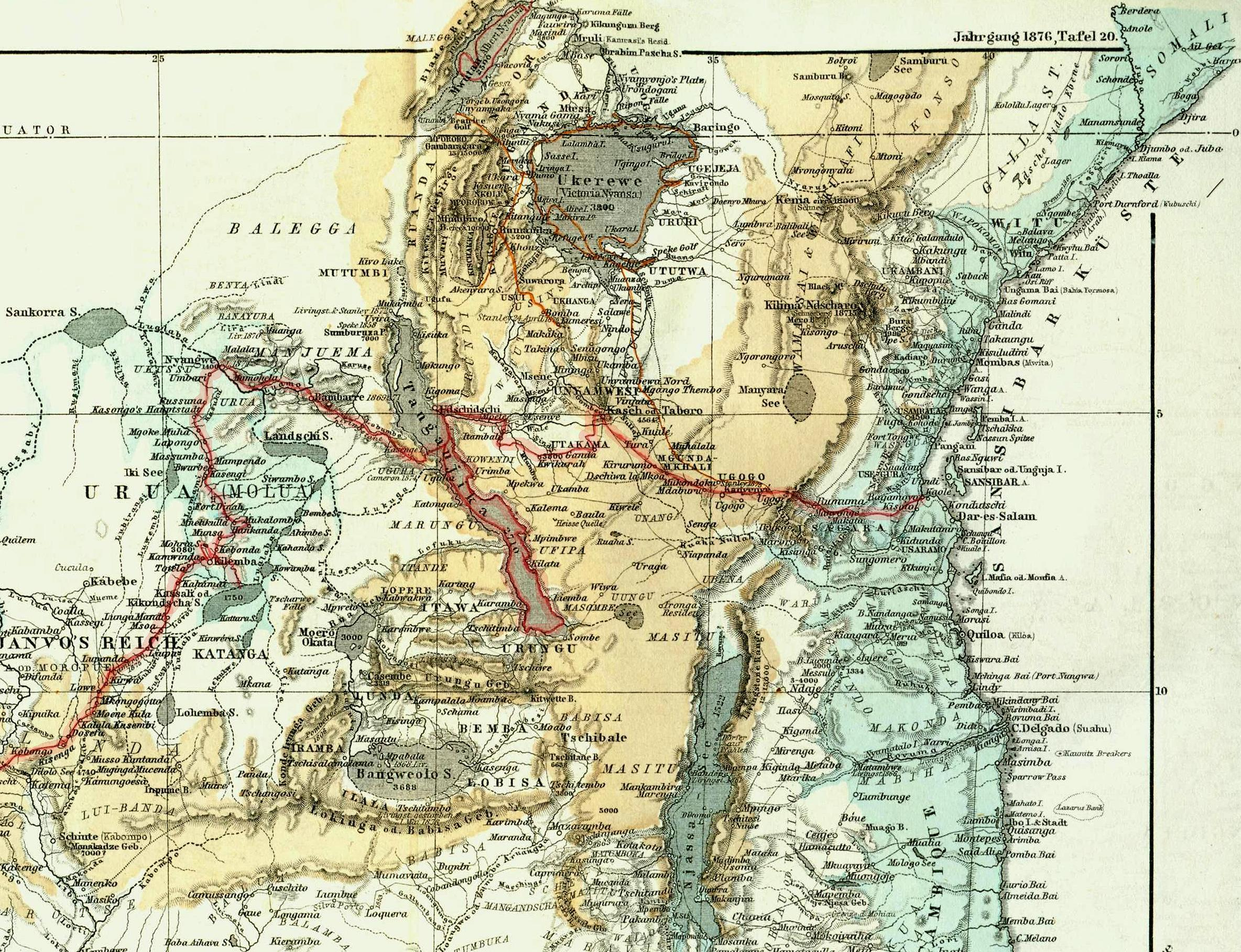
Von Bagamoyo zum Tanganjika-See (Ausschnitt)
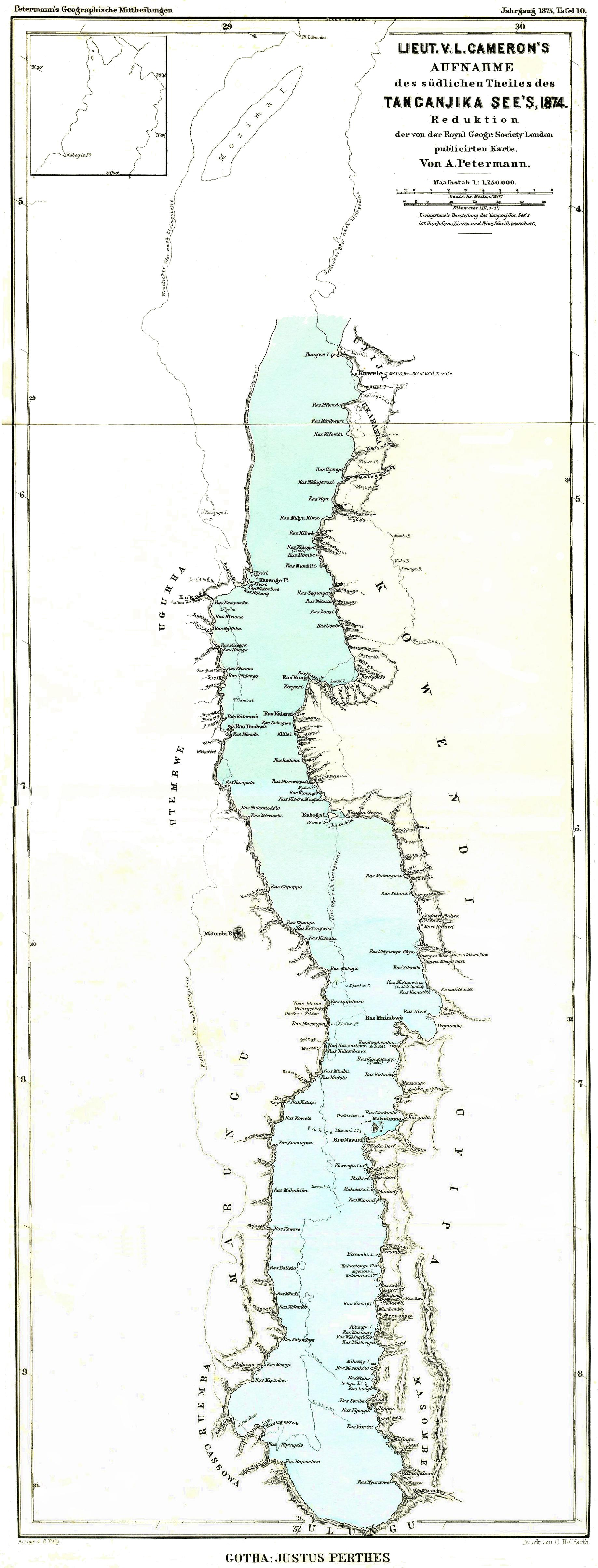
Camerons Aufnahme des südlichen Tanganjika-Sees
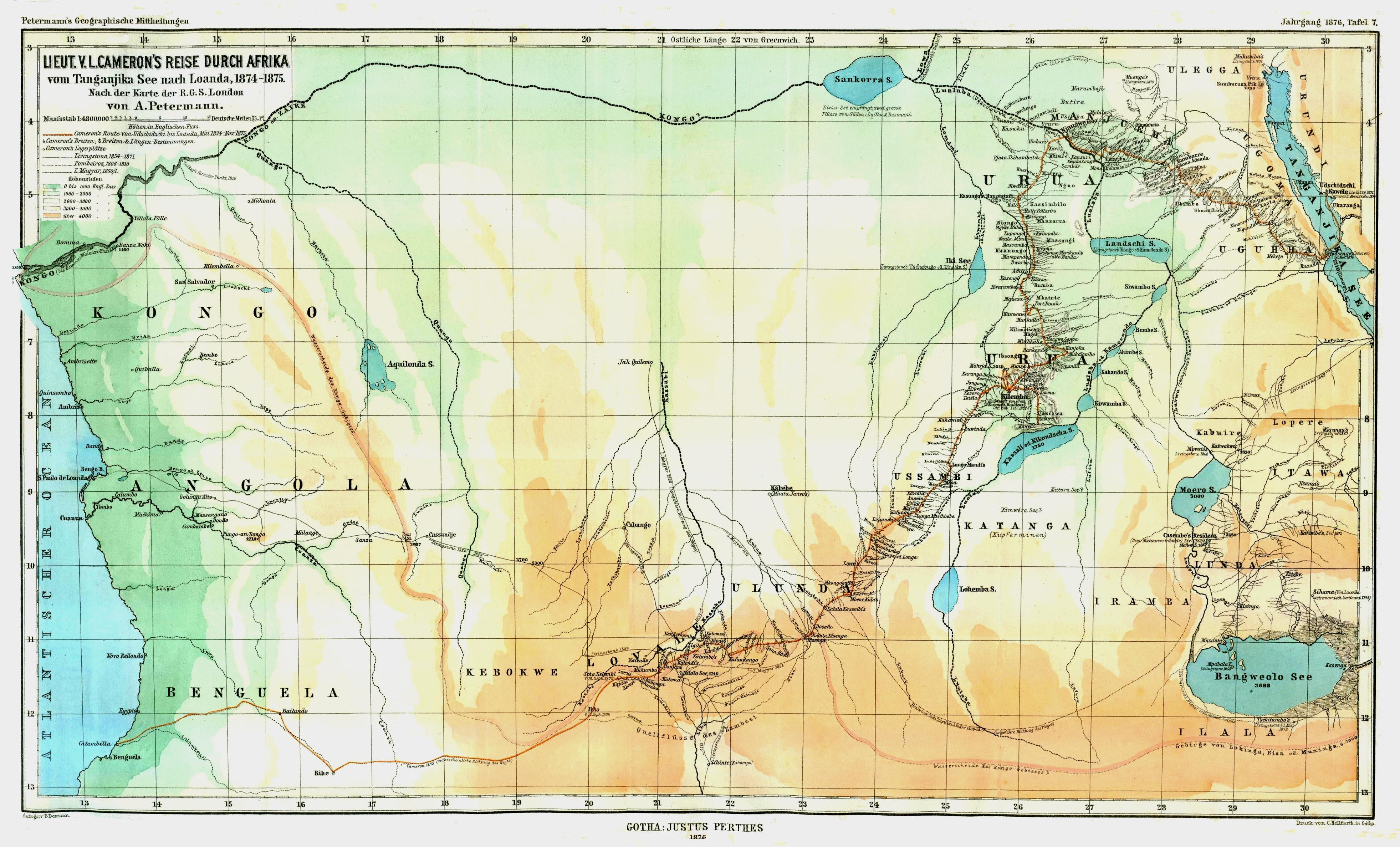
Vom Tanganjika-See nach Benguela

## Ergebnisse und Ehrungen
Wenn auch nicht so aufsehenerregend und populär in seinen Resultaten wie nach ihm Stanley, hat Cameron doch bei dieser kühnen Durchquerung die wissenschaftlich wertvolleren Ergebnisse erzielt. Zahlreiche astronomische Ortsbestimmungen und 3718 Höhenmessungen, deren wichtigstes Ergebnis die hydrographische Zugehörigkeit des Tanganjika-Sees war, trugen wesentlich zur Aufhellung Zentralafrikas bei. Als Erster erkundete er das Becken zwischen dem Tanganjika-See und Angola, legte den Mittellauf des Lomami fest und zog ein Itinerar von Nyangwe am Lualaba über die Quellgebiete der südlichen Kongo-Zuflüsse bis zum Atlantischen Ozean. Sein Tagebuch enthält eine Fülle von ethnografischen, botanischen und hydrografischen Beobachtungen.
Camerons Werk Across Africa ist eine ausführliche Darstellung dieser Expedition. Der deutschen Ausgabe Quer durch Afrika ist eine mehrfach gefaltete farbige Karte beigefügt, die im Maßstab 1:4,8 Millionen nicht nur den Verlauf der Reise zeigt, sondern am unteren Rand mit einem Höhenprofil versehen ist, das erstmals die Wasserscheiden der innerafrikanischen Flussgebiete und die Beckennatur des zwischen dem Tanganjika-See und Angola gelegenen Raumes darstellt.
Bei seiner Rückkehr in London wurde Cameron mit Ovationen und Ehrenbezeichnungen überschüttet. In einer Sitzung der britischen Royal Geographical Society wurde ihm nach abgestattetem Reisebericht die goldene Jahresmedaille zuerkannt. Die Société de Géographie in Paris ehrte ihn mit der großen goldenen Medaille. 1876 wohnte er dem von König Leopold II. von Belgien in Brüssel zusammenberufenen Kongress der Afrikareisenden bei.

### Weitere Unternehmungen
Von 1878 bis 1879 bereiste Cameron Zypern und das Euphrat-Tigris-Gebiet, um die Möglichkeit einer Eisenbahnverbindung zwischen Indien und dem Mittelmeer zu untersuchen. Im Jahr darauf erschien über dieses Unternehmen das 2-bändige Werk Our future highway. 1882 forschte er gemeinsam mit Richard Francis Burton in den Ländern an der Goldküste in Westafrika. Mit astronomischen Messungen wurde der Ankobra-Fluss aufgenommen und naturwissenschaftliche Sammlungen angelegt.

### Letzte Lebensjahre
Ab dem Jahre 1890 beschäftigte sich Cameron mit der Entwicklung der europäischen Kolonien in Afrika. Britischen, portugiesischen und belgischen Kompanien, die nur zu dem Zweck gegründet worden sind, einen profitorientierten grenzüberschreitenden Handelsverkehr in Innerafrika zu entwickeln, konnte er sachdienliche Hinweise erteilen.
Verney Lovett Cameron starb am 27. März 1894 nach einem Sturz vom Pferd in Soulsbury.

## Werke
- Across Africa. (2 Bände, 1877). Deutsch: Quer durch Afrika. In zwei Theilen. Leipzig 1877.
- Our future highway (2 Bände, London 1880)
- Richard Francis Burton u. Verney Lovett Cameron: To the Gold Coast for Gold. A Personal Narrative. (2 Bände, London 1883)